# Эскуде, Хавьер
Хавьер Эскуде Торренте (исп. Xavier Escudé Torrente; кат. Xavier Escudé i Torrente; род. 17 мая 1966, Тарраса, Каталония) — испанский хоккеист на траве, полевой игрок. Серебряный призёр летних Олимпийских игр 1996 года, участник летних Олимпийских игр 1988 и 1992 годов.

## Биография
Хавьер Эскуде родился 17 мая 1966 года в испанском городе Тарраса.
Играл в хоккей на траве за «Атлетик» из Таррасы.
В 1986 году в составе сборной Испании участвовал в чемпионате мира в Лондоне, где испанцы заняли 5-е место. Забил 6 мячей.
В 1988 году вошёл в состав сборной Испании по хоккею на траве на летних Олимпийских играх в Сеуле, занявшей 9-е место. Играл в поле, провёл 7 матчей, забил 1 мяч в ворота сборной Кении.
В 1990 году участвовал в чемпионате мира в Лахоре, где испанцы заняли 8-е место. Забил 1 мяч.
В 1992 году вошёл в состав сборной Испании по хоккею на траве на летних Олимпийских играх в Барселоне, занявшей 5-е место. Играл в поле, провёл 7 матчей, забил 5 мячей (два в ворота сборной Великобритании, по одному — Новой Зеландии, Малайзии и Объединённой команде).
В 1994 году участвовал в чемпионате мира в Сиднее, где испанцы заняли 9-е место. Забил 1 мяч.
В 1996 году вошёл в состав сборной Испании по хоккею на траве на летних Олимпийских играх в Атланте и завоевал серебряную медаль. Играл в поле, провёл 7 матчей, забил 1 мяч в ворота сборной Индии.

## Семья
Старший брат — Хайме Эскуде (род. 1962), испанский хоккеист на траве. Участник летних Олимпийских игр 1988 года.
Старший брат — Игнасио Эскуде (род. 1964), испанский хоккеист на траве. Участник летних Олимпийских игр 1984, 1988 и 1992 годов.
Племянник — Санти Фреша (род. 1983), испанский хоккеист на траве. Серебряный призёр летних Олимпийских игр 2008 года, участник летних Олимпийских игр 2004 и 2012 годов.